# Zakład Utylizacyjny w Gdańsku
Zakład Utylizacyjny sp. z o.o. w Gdańsku – zakład zagospodarowania odpadów komunalnych położony przy ulicy Jabłoniowej w Gdańsku, na terenie osady mieszkalno-rolniczej Szadółki, znajdującej się w obszarze dzielnicy Jasień. W pobliżu zakładu przebiega Obwodnica Trójmiasta. Powierzchnia zakładu wynosi ok. 70 ha, z czego 3 ha przeznaczono pod planowaną spalarnię odpadów komunalnych.

## Historia[2]
- 1973 – założono składowisko odpadów komunalnych, odbierające i składujące odpady wytwarzane przez mieszkańców Gdańska i gminy Gdańsk, a także pobliskich gmin: Żukowa, Kolbud, Pruszcza Gdańskiego, Somonina, Przodkowa i Kartuz.
- lipiec 1992 – wskutek prywatyzacji przedsiębiorstwa komunalnego, zgodnie z Uchwałą Rady Miasta Gdańska z dnia 17 grudnia 1991 nr XXXVII/236/91 utworzono Zakład Utylizacyjny Sp. z o.o. w Gdańsku. Rozdzielono gospodarkę odpadami i ich utylizację od oczyszczania miasta, odbierania oraz transportu odpadów komunalnych.
- 2008 – Zakład Utylizacyjny przystąpił do programu „Modernizacja Gospodarki Odpadami Komunalnymi w Gdańsku”, mającego na celu poprawę stanu czystości miasta i usprawnienie gospodarki odpadowej. Modernizacja miała na celu dostosowanie zakładu do standardów unijnych zgodnych z wymogami traktatu akcesyjnego z 2003, będącego podstawą przyjęcia Polski do Unii Europejskiej. Całkowity koszt przedsięwzięcia wyniósł ok. 320 mln zł, z których 60% pochodziło z funduszy unijnych.
- 2011 – zakończenie modernizacji zakładu. Uruchomienie kompostowni odpadów.

## Zakres działalności[3]
- zbieranie, obróbka i usuwanie odpadów innych niż niebezpieczne,
- zbieranie odpadów niebezpiecznych,
- zbieranie odpadów pochodzących z systemu selektywnej zbiórki odpadów,
- odzysk surowców z materiałów segregowanych, sprzedaż surowców z odpadów i złomu
- odzysk surowców ze zmieszanych odpadów komunalnych,
- zbieranie odpadów elektroniki, RTV, AGD oraz sprzętu komputerowego,
- zbieranie odpadów pochodzących z systemu zbiórki dualnej (z podziałem na odpady suche i mokre),
- zagospodarowanie odpadów organicznych,
- zbieranie odpadów wielkogabarytowych,
- przyjmowanie gruzu i innych odpadów powstałych przy pracach budowlanych,
- wytwarzanie i dystrybucja energii elektrycznej z gazu wysypiskowego,
- działalność związaną z rekultywacją,
- usługi związane z gospodarką odpadami,
- „Bank mas ziemnych”,
- promocja zasad właściwego postępowania z odpadami z naciskiem na selektywną zbiórkę surowców w miejscu wytwarzania odpadów.

## Spalarnia odpadów
W ramach współfinansowanego przez UE „Projektu termicznego” trwa budowa jednej z największych w Polsce spalarni odpadów komunalnych - Zakładu Termicznego Przekształcania Odpadów Komunalnych w Gdańsku o zakładanej rocznej wydajności 160 tys. ton odpadów pochodzących z 35 pomorskich gmin. Inwestycja realizowana przez spółkę komunalną o nazwie Port Czystej Energii jest projektem, który zakłada przetwarzanie wyłącznie tzw. resztkowej frakcji odpadów (frakcji energetycznej), zawierającej pozostałości po procesie sortowania. Dzięki temu zmaksymalizowany zostaje odzysk surowców wtórnych. Odpady energetyczne, np. zużyte pieluchy jednorazowe, siatki foliowe, zabrudzone kubeczki i butelki po produktach spożywczych czy papierki i folie po słodyczach mają wartość opałową porównywalną do wartości opałowej węgla brunatnego.
Inwestycja rozpoczęła się 5 lipca 2020, ma trwać do 2023 i kosztować pół miliarda złotych, z czego 271 mln zł wyłoży Unia Europejska. Jej wykonawcą na podstawie umowy z 2018 i pozwolenia na budowę z 2019 jest włosko-francuskie konsorcjum firm Astaldi, Termomeccanica Ecologia i Dalkia Wastenergy. W wyniku spalania uzyskiwana ma być energia elektryczna i ciepło dla 30 tys. mieszkańców.